# '77
 '77 is een Spaanse hardrockband, opgericht door de broers Armand en L.G. Valeta. De band is opgericht in 2006 te Barcelona en beschrijft het eigen repertoire als 'retro '70s cock-rock'. Sinds de oprichting heeft de band twee albums uitgebracht.

## Invloeden
De bandnaam schijnt afgeleid te zijn van het releasejaar van "Let There Be Rock" en '77 wordt dan ook vooral vergeleken met het vroege AC/DC, tot een kloon aan toe, maar er zijn ook invloeden merkbaar van Krokus, Airbourne en Adrenaline Factor.

## High Decibels (2011)
High Decibels is uitgebracht op 24 oktober 2011 en telt 11 tracks. Een van de tracks, 'Promised Land', is ruim 8 minuten lang en kan worden opgedeeld in drie delen, die gescheiden worden door solo's. Het nummer beschrijft de tijd die de band heeft doorgebracht in Londen. Het album is opgenomen in Stockholm, bij opnamestudio Gutterview Recorders.

## Bezetting
Momenteel bestaat de band uit de volgende personen:
- Armand Valeta - leadzanger/slaggitarist
- L.G. Valeta - leadgitarist
- Dolphin - drums
- Raw - basgitaar

## Discografie

### Albums
- 2009: 21st Century Rock (Listenable Records)
- 2011: High Decibels (Listenable Records/Kaiowas Records)